# Thomas van Savoye (1854-1931)
Thomas Albert Victor van Savoye (Turijn, 6 februari 1854 - aldaar, 15 april 1931), was een Italiaanse prins uit  het huis Savoye, en de 2e hertog van Genua.
Hij was de zoon van Ferdinand Maria, prins van Carignano, en Elizabeth van Saksen. Amper één jaar na zijn geboorte stierf zijn vader al, en Thomas erfde zijn hertogelijke titel.
Tijdens de Eerste Wereldoorlog voerde koning Victor Emanuel III zelf de Italiaanse troepen aan. Hij benoemde daarop Thomas van Savoye tot Luogotenente (stadhouder) en belastte hem met de regeling van alle civiele zaken verbonden aan zijn koningschap. Victor Emanuel III was een neef van Thomas, want Thomas' zuster, koningin Margaretha (naar wie de pizza Margherita werd genoemd), was diens moeder. 
Zelf trouwde hij, in 1883 op Slot Nymphenburg, met Isabella Marie Elizabeth van Beieren, dochter van Adalbert Willem van Beieren en Amelia van Bourbon. Het paar kreeg de volgende kinderen:
- Ferdinand (21 april 1884-24 juni 1963), huwde met gravin Maria Luigia (1899–1986)
- Filibert (10 maart 1895-7 september 1990), huwde met Lydia van Arenberg (1905–1977)
- Bona Margaretha (1 augustus 1896-2 februari 1971), huwde met Koenraad van Beieren (22 november 1883-6 september 1969)
- Adalbert (19 maart 1898-12 december 1982)
- Adelheid (25 april 1904-8 februari 1979), huwde met Leone Massimo
- Eugenio (13 maart 1906-8 december 1996), huwde met Lucie van Bourbon-Sicilië (9 juli 1908-3 november 2001)